# Lita Grey
Pour les articles homonymes, voir Grey.
Lita Grey est une actrice américaine et la seconde femme de Charles Chaplin. Elle est née à Hollywood en Californie d'une mère mexicaine et d'un père irlandais, son nom à l'état-civil est Lillita Louise McMurray. « Grey » est son pseudonyme d'artiste.

## Biographie
Elle est choisie par Charlie Chaplin parmi plus d'une cinquantaine d'actrices et de belles jeunes femmes qui ont postulé pour jouer dans le film The Kid. « Dès sa toute première apparition, Mlle Grey possède des capacités exceptionnelles, une expression dramatique rare marquant son travail à l'écran », disait d'elle Charlie Chaplin.
L'amitié qui se noue avec Chaplin, dans le film, se transforme en idylle. Un brillant avenir s'annonce pour Lita.
En 1924, alors qu'elle n'a que 16 ans, elle tomba enceinte de Charlie Chaplin, qui en a alors 35. Chaplin, qui pourrait être emprisonné pour avoir eu des rapports sexuels avec une mineure, épouse Lita Grey dans le plus grand secret au Mexique pour éviter un scandale. Ils ont eu deux enfants, Charles Chaplin Jr. (1925-1968) et Sydney Chaplin (1926-2009).
Le couple a peu d'intérêts communs et Chaplin passe autant de temps qu'il le peut loin de la maison, travaillant sur La Ruée vers l'or et plus tard sur Le Cirque. Ils sont de moins en moins ensemble.
Charlie et Lita divorcent, le 22 août 1927, en raison des nombreuses liaisons présumées de Charlie avec d'autres femmes, et Lita Grey exige plus de 600 000 dollars et 100 000 dollars pour chaque enfant. C'est la plus grande affaire de divorce à l'époque. Les copies de la demande de divorce comportant des réclamations alors scandaleuses, quant au comportement sexuel de Chaplin sont publiées et vendues publiquement plus de 50 000 dollars.
Dans les années 1970, Lita Grey travaille comme employée de bureau au grand magasin Robinson à Beverley Hills, avant de reprendre la comédie dans les années 1980, et tourner plus de cinq films ainsi qu'un documentaire télévisé sur son ex-mari.
Lita Grey s'éteint à Los Angeles en 1995, à l'âge de 87 ans, des suites d'un cancer. Elle est enterrée dans le cimetière du Parc commémoratif Valhalla au nord d'Hollywood.
Dans sa biographie Chaplin, Joyce Milton écrit : « La vie de Charlie Chaplin, son mariage avec Grey-Chaplin et son aventure rocambolesque avec ces histoires tumultueuses de couple inspirèrent le livre Lolita de Vladimir Nabokov. »

## Filmographie
- 1921 : The Kid (où se sont connus Charlie Chaplin et Lita)
- 1921 : Charlot et le Masque de fer (The Idle Class)
- 1933 : Mr. Broadway
- 1933 : Seasoned Greetings
- 1949 : The Devil's Sleep
- 1980 : Passion of day
- 1981 : Vanity Fair
- 1983 : Chaplin inconnu (en) (documentaire TV)
- 2003 : La Ruée vers l'or (documentaire TV)